# Borrowman-Kanal
Der Borrowman-Kanal (spanisch Canal Borrowman, in Argentinien Canal Murature) ist eine Meerenge im Palmer-Archipel vor der Westküste der Antarktischen Halbinsel. In der Gruppe der Melchior-Inseln trennt sie die Etainsel im Norden von der Omegainsel im Süden. Der Kanal verbindet den Andersen Harbour an der Meerenge The Sound zwischen den Westlichen und den Östlichen Melchior-Inseln mit der Dallmann-Bucht.
Chilenische Wissenschaftler benannten ihn nach Carlos Borrowman Sanhueza, Leiter der 25. Chilenischen Antarktisexpedition (1970–1971). Argentinische Wissenschaftler benannten ihn dagegen nach dem argentinischen Forschungsschiff Murature.